# Маджонг (пасьянс)

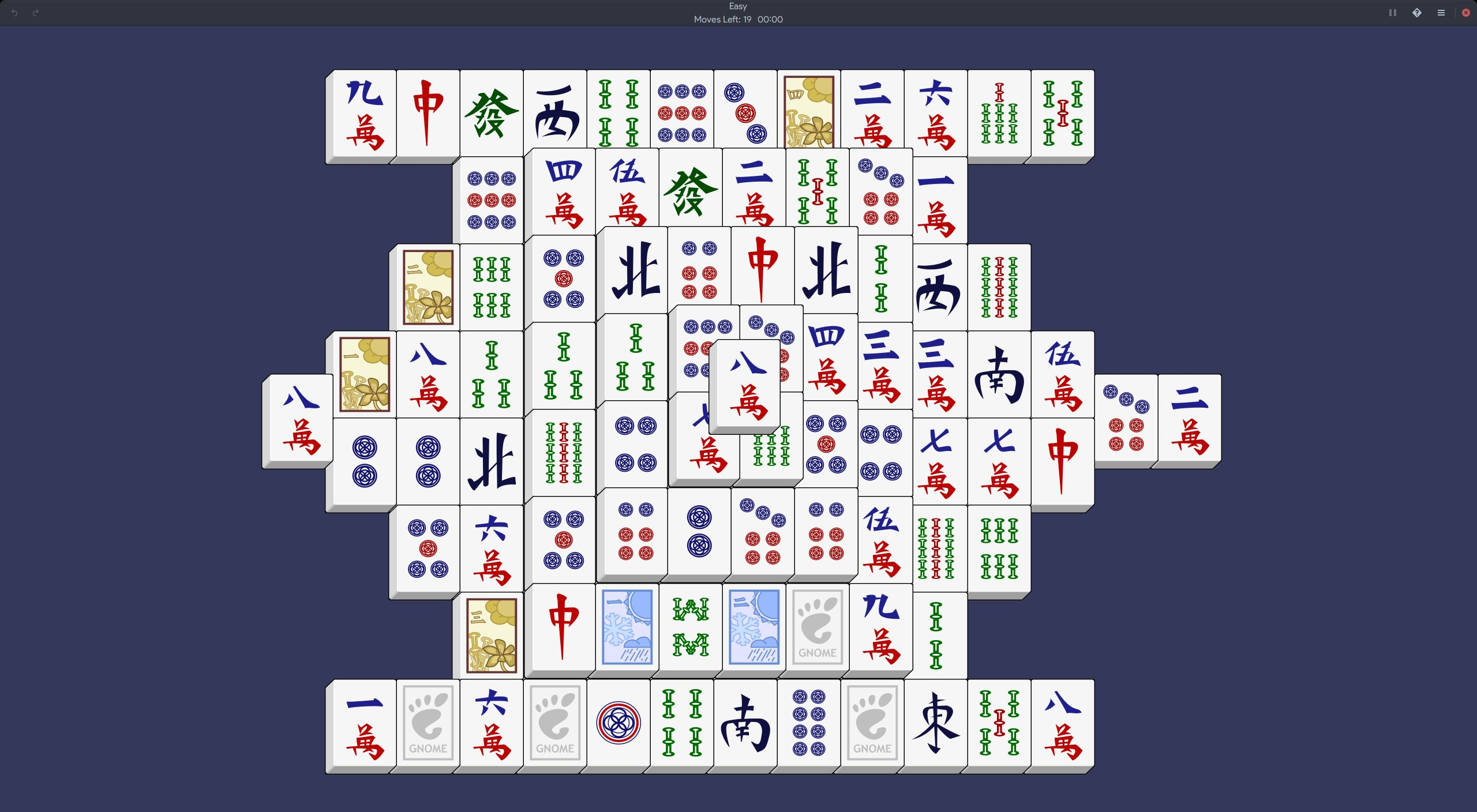
Гра в маджонг-солітер на комп'ютері з плитками у формації «черепахи»

Маджонг-солітер (також відомий як шанхайський пасьянс, електронний або комп'ютерний маджонг) — однокористувацька гра на відповідність за допомогою набору плиток замість карт. Найчастіше грають на комп'ютері, а не за реальним столом. Можна грати й з реальними плитками та спеціальною дерев'яною рамкою для підготовки, але такий варіант потребує трудомісткої розкладки та створює спокусу шахраювати.
Свою назву гра отримала від гри маджонг для чотирьох гравців, проте правила кардинально відрізняються.

## Правила

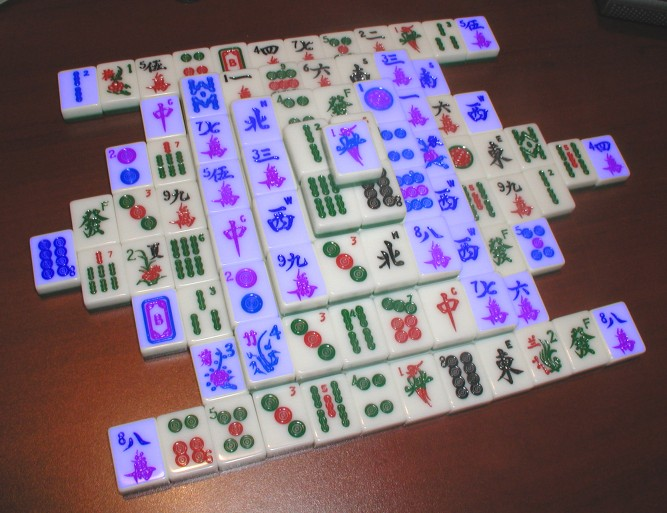
Нерозібрана «черепаха», виділені доступні для видалення «відкриті» плитки

144 плитки викладаються у чотиришарову конструкцію, всі плитки лежать горілиць. Плитка вважається відкритою або доступною, якщо її можна посунути ліворуч або праворуч, не зачіпаючи інших плиток. Мета гри — знайти пари ідентичних відкритих плиток та видалити їх з ігрового поля, відкриваючи розташовані під ними плитки для подальшої гри. Партію вважають виграною, якщо всі пари плиток видалені, і програною, якщо залишилися плитки без жодної відкритої пари.

### Математичний аналіз
Оптимальна гра в маджонг-солітер, що максимізує ймовірність видалення всіх плиток, є завданням класу PSPACE-повна, а якщо дозволено бачити плитки під верхніми шарами, то завдання є NP-повним. Доведено, що апроксимація максимальної ймовірності видалення всіх плиток є PSPACE-складною із точністю до множника {\displaystyle n^{\epsilon }} за умови довільної кількості четвірок однакових плиток і рівномірного розподілу прихованих плиток. У варіанті гри з повною інформацією, коли гравцеві відомі позиції всіх плиток до початку гри, рішення про можливість видалення всіх плиток є NP-повним.
Аналіз десяти мільйонів ігор у типовій розкладці «черепаха» засвідчив, що близько 3 відсотків партій неможливо розв'язати навіть за умови перегляду плиток під верхніми шарами.

## Історія комп'ютерної гри
Комп'ютерну версію вперше створив Броді Локард у 1981 році на системі PLATO під назвою Mah-Jongg, запозичивши назву від оригінальної гри на тих самих плитках. Локард стверджував, що вона заснована на давній китайській грі «Черепаха». Комп'ютерний варіант був безкоштовним і гравці користувалися сенсорним терміналом CDC-721.

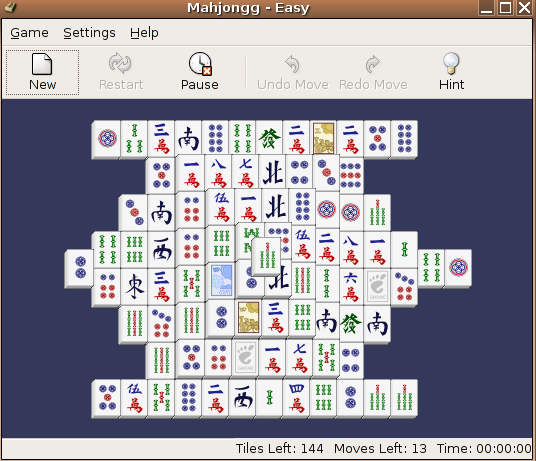
GNOME Mahjongg

Activision випустила Shanghai у 1986 році для IBM Personal Computer, Commodore Amiga, Macintosh, Atari ST та Apple IIgs. Версію для Macintosh створив Броді Локард, а для Apple IIGS її переніс з Macintosh Айван Менлі. Було продано близько 10 мільйонів копій. Згодом гру портовано на численні платформи. Назву «Shanghai» було зареєстровано як товарний знак компанією Activision.
Оскільки гра базується на плитках маджонгу, виникала плутанина з грою маджонг для 4-х гравців. Хоч назва маджонг-солітер широко вживана, також використовують назви «Черепаха», «Шанхайський пасьянс», «Тайбей» і «Кйодай».
Версія цієї гри була включена до Microsoft Entertainment Pack для Windows 3.x у 1990 році під назвою Taipei. Згодом вона увійшла до Best of Windows Entertainment Pack. Преміум-видання Windows Vista та Windows 7 включали версію гри під назвою Mahjong Titans.
Маджонг-солітер було додано до збірки Clubhouse Games: 51 Worldwide Classics для Nintendo Switch.

## Варіації
Маджонг-солітер зазвичай грають у електронному вигляді як відеогра. Деякі електронні версії пропонують додаткові опції, наприклад:
1. Перемішування плиток;
2. Зміну набору та візерунків плиток від традиційних до квітів, коштовностей чи інших символів, які легше швидко співставити;
3. Проходження серії різних розкладок з різним рівнем складності (зазвичай із «китайськими» назвами, наприклад, «Віл» чи «Змія»);
4. Додавання «джокерних плиток» та інших особливих плиток зі спеціальними функціями;
5. Збільшення кількості пар для створення більших розкладок. Іноді це нові символи, іноді додаткові екземпляри вже наявних;
6. Встановлення ліміту часу на основі кількості плиток у початковій розкладці.

Маджонг-солітер можна грати наодинці або в парі. У парній грі метою може бути зібрати найбільше пар, зробити останній хід або набрати найбільше очок. Очки нараховуються за кожну видалену пару, з бонусами за послідовне видалення пар або за послідовне видалення пар, що належать до певних наборів. Використовуючи традиційні плитки маджонгу, ці набори охоплюють драконів, квіти, пори року та вітри.
У деяких реалізаціях доступне перемішування плиток, коли немає доступних пар, що майже завжди дає змогу завершити гру. Чимало версій пропонують скасування ходу (undo), а майже всі не генерують непереможних розкладок, якщо використовувати скасування.